# Список умерших в 1269 году

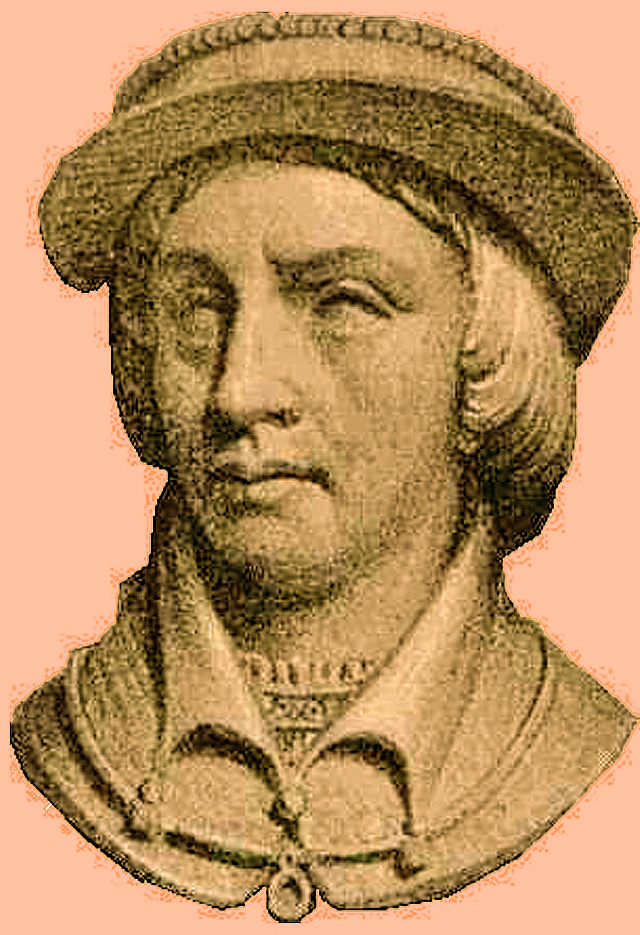
Гиг VII

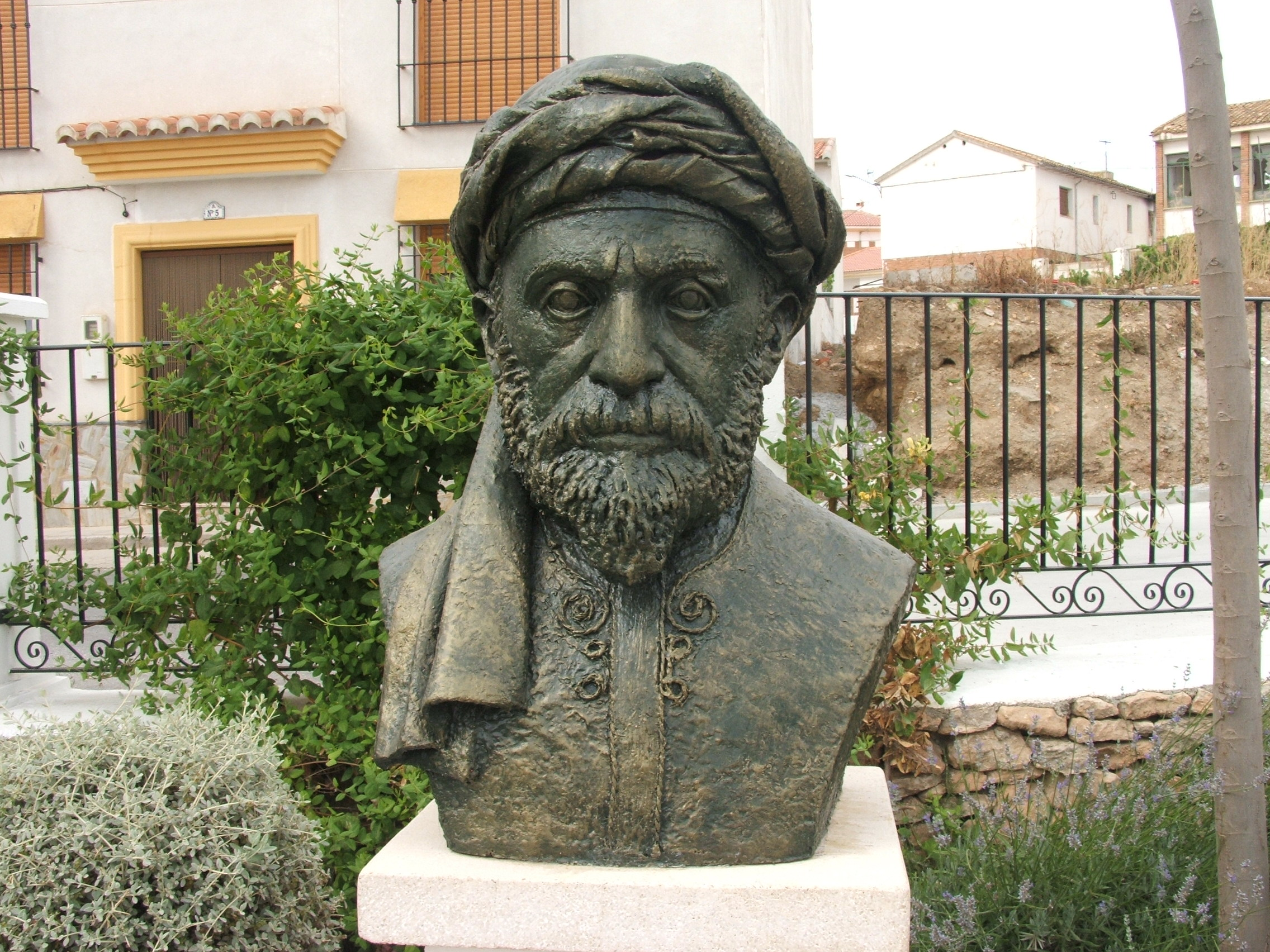
Ал-Сустари

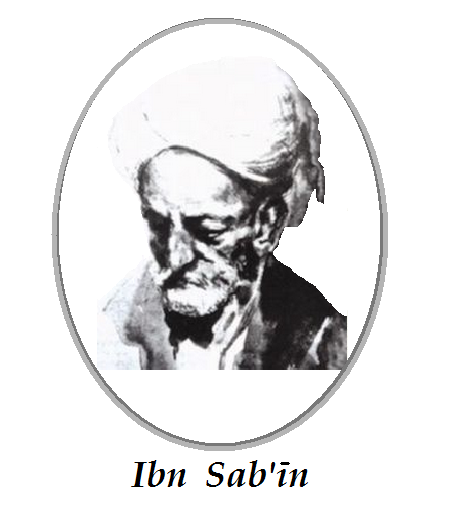
Ибн Сабин

В этой статье представлен список известных людей, умерших в 1269 году.
См. также: Категория:Умершие в 1269 году

## Апрель
- 11 апреля — Жоффруа де Сержин	— сенешаль Иерусалимского королевства (1254—1269), бальи королевства (1259–1261, 1264–1267), регент королевства (1261—1263).

## Май
- 4 мая — Герхард фон Гойя[нем.] — епископ Вердена (1251—1269)
- 8 мая — Паллавичино, Оберто — итальянский кондотьер, полководец на службе у императора Фридриха II, синьор Милана (1259—1264)
- 22 мая — Джиорамо Пиронти[итал.] — итальянский кардинал-дьякон Santi Cosma e Damiano (1262—1269)

## Июнь
- 17 июня — Провенцано Сальвани — итальянский кондотьер, погиб в битве при Колле-ди-Валь-д’Эльса

## Октябрь
- 27 октября — Ульрих III — герцог Крайны (1248/1251—1269), последний независимый Герцог Каринтии (1256—1269), последний представитель династии Спанхеймов.

## Ноябрь
- 18 ноября — Видукинд Вальдекский[нем.] — епископ Оснабрюка (1265—1269)

## Дата неизвестна или требует уточнения
- Абу Дабус, последний халиф государства Альмохадов, правитель Марокко (1266—1269).
- Ал-Сустари[англ.] — андалузский поэт
- Альбин Брикинский[англ.] — епископ Брихина (1246—1269)
- Баба Хайдер Вали Мулбагальский[англ.] — суфийский святой
- Бела — герцог Славонии (1260—1269)
- Василько Романович — князь Белзский (1207—1211), князь Берестейский (1208—1210, 1219—1228), князь Перемильский (1209—1218), князь Пересопницкий (1225—1229), князь Луцкий (1229—1238), князь Волынский (1238—1269)
- Вилен I д’Онэ	— первый барон Аркадии (1261—1269)
- Ги[фр.] — епископ Байё (1240—1269)
- Гиг VII Вьеннский — дофин Вьеннский, граф д'Альбон (1237—1269)
- Грегорио ди Монтелонго[англ.] — патриарх Аквилеи (1251—1269)
- Грифид ап Мадог — король Поуис-Вадога (1236—1269).
- Дмитрий Святославич, князь Юрьевский (1252—1267).
- Зайд абу Зайд, последний альмохадский губернатор Валенсии в Испании (1224—1228).
- Ибн Абу Усайбиа — арабский врач
- Ибн Сабин[англ.] — суфийский философ
- Кейми[англ.] — султан Мальдивских островов (1268—1269)
- Уильям IV де Бошан из Элмли — наследственный шериф Вустершира (1236—1269)
- Понс IV[исп.] — граф Ампурьяс (1230—1269)
- Рено I де Туар — виконт Туара (1256—1269) из семьи Ла-Тремуйль
- Сигебальдо Кабалаццо[итал.] — епископ Падуи (1243—1249), епископ Новары (1249—1269).
- Смил из Лихтенбурка, бургграф Пражского града (1249—1251/1253).
- Сорделло — трубадур
- Шварн Данилович — Князь холмский (1264—1269), Великий князь литовский (1267—1269).